# 石原まさし
石原 まさし （いしはら まさし、2004年8月6日 - ）は沖縄県沖縄市出身の日本の男性演歌歌手。所属事務所はエスプロエンタテインメント、所属レコード会社はエスプロレコーズ。
特技はアコーディオン、三線演奏、昭和歌謡歴史博士。趣味は レコード収集、血液型はB型

## 活動
- 2018年
  - 7月 沖縄大衆音楽祭 沖縄県知事賞 受賞[1]
  - 11月　第19回全国縦断歌謡フェスティバル全国大会 グランドチャンピオン[1]
- 2020年3月　プロデューサー、若松宗雄に才能を見出され、エスプロレコーズより「田原 城山 草枕／希望(ゆめ)は叶う」でデビュー[1]
- 2021年4月　うるま市民芸術劇場にてデビューコンサートを開催[1]
- 2022年11月　2ndシングル「龍馬維新の志／丘を越えて」発売[1]
- 2023年
  - 6月　琉球民謡未来協会 民謡コンクール（三線）にて最優秀新人賞受賞[1]
  - 6月　1stアルバム「石原まさし昭和歌謡を唄う」発売[1]
  - 7月　東京なかのZEROホールにて1stアルバム発売記念コンサートを開催[1]
  - 8月　USEN歌謡ポップスチャンネル7位獲得（男の山河）[1]
  - 10月10日　3rdシングル「まさしのズンドコ節」発売[1]
- 2025年4月 ミュージックバード制作ラジオ番組「日本全国 石原まさし『まさしのミュージックチャンプルー』」放送開始[2]